# Polyalthia microsepala
Polyalthia microsepala este o specie de plante din genul Polyalthia, familia Annonaceae, descrisă de Friedrich Ludwig Diels. Conform Catalogue of Life specia Polyalthia microsepala nu are subspecii cunoscute.